# Transportrecht (Deutschland)
Das Transportrecht ist ein Teilgebiet des Handelsrechts. Es umfasst die Regelungen über die „Beförderung“, besser den „Transport“ von Gütern.
Davon klar abzugrenzen ist der „Transport“, besser die „Beförderung“ von Personen und mit den Personen mitreisenden Gütern, also Gepäck.
Soweit Gepäck jedoch ohne Personen „reist“, wird im Einzelfall auch wieder vom eigentlichen Transport von Gütern zu sprechen sein. Die Beförderung von Personen und mitreisendem Gepäck unterliegt dabei anderen Regeln als der Transport von Gütern (auch wenn vor allem in den u. g. internationalen Abkommen sowohl der Gütertransport als auch die Personenbeförderung geregelt werden).

## Vertragstypen
Die einzelnen Vertragstypen sind innerdeutsch überwiegend im Handelsgesetzbuch (HGB) geregelt und gelten unabhängig von der Beförderungsart. Es sind folgende:
- der Frachtvertrag (§§ 407 ff. HGB) – für Straßen-, Eisenbahn-, Flug- und Binnenschifftransporte
- der Umzugsvertrag (§§ 451–451h HGB) – siehe hierzu auch Möbelspedition
- der Intermodalvertrag (§§ 452–452d HGB)
- der Speditionsvertrag (§§ 453 ff. HGB)
- der Lagervertrag (§§ 467 ff. HGB)
- Für Deutschland ist das Seetransportrecht geregelt in den §§ 476 ff. HGB

Von Bedeutung ist insbesondere auch das Transportversicherungsrecht, das durch das Versicherungsvertragsgesetz und durch Allgemeine Versicherungsbedingungen geregelt ist. Verstöße gegen Ladungspflichten (zum Beispiel Achslast, Gesamtgewicht) werden durch die Straßenverkehrsordnung (StVO) und den Bußgeldkatalog im Verkehrsordnungswidrigkeitenrecht mit geahndet.
Bei grenzüberschreitendem Transport werden diese Vorschriften im Wesentlichen durch internationale Abkommen -soweit auf die jeweiligen Staaten und/oder Vertragspartner im Einzelnen überhaupt anwendbar-
(z. B. CMR – internationaler Straßentransport; COTIF/CIM – internationaler Eisenbahntransport; MÜ/WA – internationaler Lufttransport; CMNI – internationaler Binnenschifftransport) verdrängt.
Zudem sind im Transportrecht branchenübliche AGB-Werke, die in der Regel von Verbänden aller an einem transportrechtlichen Vertrag Beteiligten ausgehandelt wurden und daher eine besonders breite Anerkennung finden, von großer Bedeutung. Insbesondere sind hier die ADSP und Logistik-AGB zu nennen, die von einer überwiegenden Anzahl aller Speditions- und Logistikdienstleistern angewendet werden.
Weiterhin zeichnet sich das Transportrecht durch ein besonderes Haftungsrecht aus. So gilt bspw. für den Frachtvertrag eine verschuldensunabhängige Haftung des Frachtführers für das in seine Obhut übernommene Gut (Obhutshaftung). Diese trifft den Frachtführer somit in beinahe jedem Schadensfall, aber dafür nach § 431 Abs. 1 HGB auf 8,33 SZR/kg limitiert. Diese verschuldensunabhängige aber zugleich auch limitierte Haftung findet sich zu beinahe allen Vertragstypen des deutschen Transportrechts.

## Überseetransport
Das Seehandelsrecht beruht aber im Wesentlichen auf internationalen Abkommen (z. B. Haager Regeln) und Rechtstraditionen, so dass das deutsche Recht hier international keine maßgebende Rolle spielt. Gerade beim Seetransport herrscht weltweit weitestgehend Vertragsfreiheit.
Sofern im Einzelnen aber deutsches Recht anwendbar ist, wird das Seehandelsrecht gesetzlich geregelt in den §§ 476 ff. HGB (5. Buch des HGB). Aber auch der deutsche Gesetzgeber geht davon aus, dass die seehandelsrechtlichen Regeln weitestgehend disponibel sind.
In der praktischen Anwendung sind zudem die Regeln des Internationalen Privatrechts zu beachten.

## Rechtsanwaltschaft
Rechtsanwälte können den Fachanwaltstitel eines Fachanwalts für Transport- und Speditionsrecht erwerben. Das Transportversicherungsrecht wird auch von durch Fachanwälte für Versicherungsrecht und die Transportordnungswidrigkeiten (Verstöße gegen Ladungsvorschriften) durch Fachanwälte für Verkehrsrecht abgedeckt.

## Fachzeitschriften
- zum Gütertransport:
  - Transportrecht (transpr) (Inhaltsverzeichnis u. a. einzusehen auf der Seite der Dt. Gesellschaft für Transportrecht e. V.)
  - Europäisches Transportrecht (ETR)
  - Recht der Transportwirtschaft (RdTW)